# Вогюэ, Шарль-Франсуа-Эльзеар де
Маркиз Шарль-Франсуа-Эльзеар де Вогюэ (фр. Charles François Elzéar de Vogüé; 14 июля 1713 — 1782) — французский генерал.

## Биография
Сын Сериса-Франсуа де Вогюэ и Люкрес де Турнези, дамы де Пуссан.
Граф де Монлор, барон д’Обена и штатов Лангедока.
Поступил на службу мушкетером 7 января 1729 года. 17 ноября 1730 года получил роту в драгунском полку Арменонвиля; командовал ею в Мозельском лагере, при осадах Джера-д’Адды, Пиццигеттоне, Миланского замка, Тортоны, Новары, битве при Гуасталле, взятии Гонзаги, Реджоло и Ровере в 1733—1735 годах.
Патентом от 11 марта 1736 года был назначен кампмейстер-лейтенантом Анжуйского кавалерийского полка (позднее Артуа). В 1742 году командовал им на нидерландской границе; с 1 мая по 4 июня 1743 в составе Рейнской армии, затем в Баварской армии и вернулся во Францию в июле, закончив кампанию в Верхнем Эльзасе под командованием маршала Куаньи и внеся вклад в изгнание неприятеля из этой провинции.
В 1744 году командовал своим полком в Рейнской армии маршала Куаньи, был при взятии Висамбура и Лаутерских линий, деле при Аугенуме, осаде и взятии Фрайбурга. Провёл зиму в Нижнерейнской армии маршала Майбуа и содействовал взятию Кроненбурга в марте 1745 года.
Генерал-квартирмейстер кавалерии Итальянской армии маршала Майбуа (1.04.1745—1746), содействовал всем завоеваниям в Пьемонте и Монферрате, отличился в бою при Рефудо. В ноябре 1745 года назначен бригадиром кавалерии (патент от 1 мая 1745). В 1746 году участвовал в битве при Пьяченце и бою на Тидоне. 20 июля стал кампмейстер-лейтенантом драгунского полка Дофина и закончил кампанию в Провансе, откуда был изгнан противник, отступивший за Варский перевал.
1 июня 1747 года назначен в армию, стоявшую на пьемонтской границе. Командовал драгунским полком Дофина в Гапском лагере (9.07—19.09), затем в Валанском лагере с 20 сентября до октября, когда полк был переброшен в Эльзас.
Кампмаршал (1.01.1748), сложил командование полком. До 1 августа служил на Пьемонтской границе. В 1754 году служил в Эльзасском лагере.
С началом Семилетней войны 1 марта 1757 был направлен в Германскую армию в качестве первого адъютанта генерал-квартирмейстера. 1 мая получил под командование полк королевских гренадер. Участвовал в битве при Хастенбеке, оккупации Ганноверского курфюршества, марше к Целлю и взятию Клостерсевена. Провёл зиму с войсками, согласно приказам 29 ноября 1757 и 17 января 1758. 25 февраля 1758 года был назначен сверхштатным генеральным инспектором кавалерии и драгун, сражался при Крефельде и 18 декабря был произведён в генерал-лейтенанты.
1 мая 1759 назначен в армию маршала Контада. С большим мужеством сражался в битве при Миндене. 4 января 1760 года взял городок Хесторн и 50 пленных, 18-го получил пост генерального инспектора кавалерии, вакантный после смерти графа де Галиссе. 1 мая был назначен в Германскую армию, где командовал несколькими подразделениями.
8 апреля 1761 года определён в Нижнерейнскую армию. При отступлении командовал арьергардом, 4 июля был последовательно атакован легкими частями и авангардом противника; сдерживал вражеское наступление, дав время уйти основным силам французов, затем провёл организованное отступление. 16 июля был одним из генерал-лейтенантов, командовавших войсками при взятии деревни и редута Шейдинген, 19 августа выступил на Эмпс, заставив отступить трёхтысячный отряд противника, атаковал его арьергард и взял 50 пленных, палатки кавалерийского корпуса генерала Шейтера и тридцать обозных повозок. 3 сентября выступил к Дорштейну, занятому противником 30 мая, и при его приближении неприятель оставил позиции. Командовал отдельным корпусом до окончания кампании.
В 1762 году был генерал-каартирмейстером армии, в 1763-м стал губернатором Монмеди. По словам Жана-Батиста Курселя, он был одним из самых заслуженных высших офицеров в правление Людовика XV, участвовал в четырнадцати осадах и десяти сражениях, несколько раз командовал отдельными корпусами.
9 июня 1778 года был пожалован Людовиком XVI в рыцари орденов короля.
Владел тремя барониями а Виваре, что позволяло ему заседать в штатах Лангедока и давало право председательствовать на отдельных штатах Виваре.

## Семья
Жена (10.02.1732): Мари-Мадлен де Трюше д'Эспаррон (ум. 21.02.1765), баронесса де Сент-Агре, дочь и наследница графа Флоримона де Трюше д'Эспаррона и Жанны де Клавьер
Дети:
- Мелькиор-Серис-Франсуа (1.12.1732—16.12.1812). Жена 1) (1.05.1763): Жанна-Мари дю Бюше (1743—1765), дочь Луи дю Бюше де Сурша де Турзеля и Маргерит Генриетты Демаре де Майбуа; 2) (25.11.1766): Катрин Буйе (25.10.1749—15.08.1783), дочь Филиппа-Бенина Буйе, сеньора де Версальё, и Мари-Бонавантюр Букине де Лант; 3) (1802): Софи де Лафоре Дивон (1764—1843), демуазель де Сен-Сир, дочь Клода-Антуана де Лафоре, сеньора де Дивона, и Мари де Ларивуар де Латуррет
- Флоримон-Анн-Инносан (1734—1777), шевалье и граф де Вогюэ. Офицер в полку Короля, затем капитан в полку своего брата, подполковник карабинеров, участник Семилетней войны, был ранен в битве при Миндене. Жена: Мари-Анн де Кадоль
- Мари-Мадлен-Марианна-Роза (1735—03.1754). Муж (15.05.1753): Анн-Жоашен-Аннибаль де Рошмор, граф де Сен-Ремез, барон штатов Лангедока, капитан Септиманских драгун
- Мари-Мадлен-Барб (1738—1785). Муж (14.01.1764): Александр-Анри-Пьер де Рошмор (1728—1770), маркиз де Рошмор-Сен-Ком, капитан Беррийского кавалерийского полка
- Жак-Жозеф-Франсуа (13.04.1740—1787), епископ Дижона (1776)
- Шарль-Себастьен-Иасент